# Spitalul din Rîșcani
Spitalul din Rîșcani este un monument de arhitectură de importanță națională, construit în prima jumătate a secolului al XX-lea. Se află în stare nesatisfăcătoare.